# Jean-François Vilar
Pour les articles homonymes, voir Vilar.
Patrick Yves André Zabel dit Jean-François Vilar né le 14 mars 1947 à Paris et mort dans cette même ville le 16 novembre 2014,,, est un écrivain français. Il est l'auteur de romans policiers où il mêle des thèmes comme la ville secrète, la photographie, l'art et la littérature (notamment le surréalisme), l'histoire et les révolutions (1789, 1917, 1968).

## Biographie
Après une enfance parisienne, Jean-François Vilar fait des études au lycée Buffon à Paris XVe dont sa classe de philosophie avec Maurice Clavel (son oncle par alliance)[réf. nécessaire] puis des études de droit. Il participe à mai 68. Militant trotskiste, il devient en 1972, après son service militaire, responsable national des Comités de défense des appelés (CDA), coordonnés par un appareil clandestin de la Ligue communiste — devenue LCR en septembre 1973. De 1976 à 1981, il est journaliste permanent à l'hebdomadaire Rouge, où il travaille aux côtés de Daniel Bensaïd et réalise de nombreuses photos des diverses activités de la LCR.[réf. nécessaire]
En 1981, il démissionne de Rouge et de la LCR. Chômeur, il envisage d'écrire un roman noir (il déclare : « je n'ai jamais aimé la littérature policière, ce qui m'intéresse c'est la littérature délinquante »), quand, en août 1981, il voit l'annonce d'un concours dans Télérama. Il écrit C'est toujours les autres qui meurent qui obtient le grand prix du roman noir Télérama décerné le 1er février 1982, et est publié chez Fayard Noir. Ce roman est la première aventure de son personnage fétiche, Victor Blainville, mi-journaliste, mi-photographe, qui apparaît dans six romans et quelques nouvelles publiés entre 1982 et 1993.
Jean-François Vilar se dit marqué par trois figures : Léon Trotsky, Dashiell Hammett et Marcel Duchamp. C'est à ce dernier qu'il emprunte la ville natale pour baptiser son personnage principal (Blainville), et l'épitaphe pour titrer son premier roman : C'est toujours les autres qui meurent.
Fin 1986, il devient président éphémère de l'association 813 : mais en octobre 1987, il démissionne de son poste pour protester contre le fait que le milieu du polar tolère la présence d'A. D. G., auteur engagé à l'extrême droite, lors du festival de Grenoble.
Ses deux derniers romans, Les Exagérés et Nous cheminons entourés de fantômes aux fronts troués, sont publiés respectivement en 1989 et 1993 au Seuil, dans la collection Fiction & Cie dirigée par Denis Roche.
Selon Claude Mesplède, « c'est avec Nous cheminons entourés de fantômes aux fronts troués que Vilar atteint le sommet de son art. Deux intrigues se télescopent : une vision de l'année 1989 avec Blainville participant à la démocratisation de la Tchécoslovaquie, sous les yeux de démocrates déjà convaincus qu'ils sont les cocus de l'Histoire, et un récit se déroulant en 1939 : la lutte des trotskistes pour survivre à Paris menacés par les forces de police française, les autres mouvements politiques et les tueurs de Staline. »
Il publie encore deux petits livres en 1997, puis entre dans le silence littéraire. Il ne reprend la plume qu'en septembre 2012, pour signer sur Médiapart une tribune à propos de l'affaire Richard Millet.
Il meurt d'un cancer du poumon en novembre 2014.

## Œuvres

### Romans
- C'est toujours les autres qui meurent, Fayard noir, 01/1982 ; rééditions, J'ai lu no 1979, 1986 ; Actes Sud, coll. « Babel noir poche » no 266, 1997 ; Actes Sud, coll. « Babel noir » no 20, 2008
- Passage des singes, Presses de la renaissance, 12/1983 ; réédition, J'ai lu no 1824, 1985
- État d'urgence, Presses de la renaissance, 01/1985 ; réédition, J'ai lu no 2163, 1987
- Bastille tango, Presses de la renaissance, 12/1986 ; rééditions J'ai lu no 2517, 1988 ; Actes Sud, coll. « Babel noir poche » no 318, 1998 ; Actes Sud, coll. « Babel noir » no , 2013
- Djemila, Calmann-Levy, coll. SOS Racisme, 03/1988 ; réédition, Pocket no 3130, 1989 ; Folio policier no 630, 2011
- Les Exagérés, Seuil, coll. « Fictions & Cie », 02/1989 ; rééd. Seuil, coll. « Points Roman », n° 409, 1990 ; Points Roman noir n° 2014, 2008, 2021
- Nous cheminons entourés de fantômes aux fronts troués, Seuil, coll. « Fictions & Cie », mars 1993 ; rééd. Points Roman noir n° 3396, 2014, 2021

### Nouvelles
- Paris la nuit, dans Le Piéton de Paris, 1982
- Cherie's Requiem, dans Contreciel no 2, 1984
- En rade, dans Après la plage no 1, 1985
- La Tache de vin, publiée dans le coffret Café Nocturne, éditions Harpo, 1984 ; reprise La Crème du crime, anthologie de la nouvelle noire et policière française, éditions de L'Atalante, 1995
- De parfaits petits crimes (avec des illustrations d'Edmond Baudoin), BD Futuropolis, 11/1986
- Écran blanc, Nuits noires, dans Mystères 86, Le Livre de poche no 6166, 1986
- Le Dernier des Apaches, dans Rue de Lappe, Eden, 1988
- Terminus, dans La Vie du rail no 2154, 1988
- La Grande Ronde du Père Duchesne rue Saint-Antoine, Épigramme, 1989
- Le Réveil du Golem, dans La vie est un roman, Denoël, 1991
- La Fille du calvaire, éditions de la Voute, coll. « Métro-police », janvier 1997
- Les Fous de Chaillot, Baleine, coll. « Tourisme et Polar », 1997

### Récits pour la jeunesse
- Les Hiboux de Paris, Nathan jeunesse, coll. « Arc en poche » no 128, 1989
- La Doublure, Nathan jeunesse, coll. « Arc en poche » no 632, 05/1990

### Autres ouvrages
- Paris la nuit (photos de Michel Saloff), ACE, coll. « Le piéton de Paris », 1982
- La Grande Ronde du Père Duchesne rue Saint-Antoine, Epigramme, 1989
- Sherlock Holmes et les ombres (photos de Christian Louis), Éditions du Collectionneur, 1992
- Le Faucon de Pague, chapitre 1 d'un cadavre exquis écrit avec Thierry Jonquet, Patrick Raynal, Didier Daeninckx, Tonino Benacquista, Daniel Picouly et Jean-Bernard Pouy, publié en feuilleton dans Le Nouvel Économiste, durant l'été 1993[5]
- Les Fous de Chaillot, Baleine, Tourisme et polar, 1997

### Prix
- Grand prix du roman noir Télérama 1982[6]
- Grand prix Hammett du roman noir 1998 pour l'ensemble de son œuvre
- Prix du roman policier francophone de la ville du Mans 1989 pour Les Exagérées[7]

### Sources
- Claude Mesplède, Dictionnaire des littératures policières, vol. 2 : J - Z, Nantes, Joseph K, coll. « Temps noir », 2007, 1086 p. (ISBN 978-2-910-68645-1, OCLC 315873361), p. 967-968.

### Documentaire
- [vidéo] Jean-François Vilar, 95 % de réel, film de Pierre-André Sauvageot, 1997